# Al-Taawoun Football Club
Maillots
Actualités
Le Al-Taawoun Football Club (en arabe : نادي التعاون لكرة القدم), plus couramment abrégé en Al-Taawoun, est un club de football saoudien fondé en 1956 et basé dans la ville de Buraydah, située dans la province d'Al Qasim.

## Palmarès
| \| - Coupe du Roi (1) : - Vainqueur : 2018-2019. - Finaliste : 2020-2021. - Supercoupe d'Arabie saoudite : - Finaliste : 2019. \| \| - Championnat d'Arabie saoudite de deuxième division (1) : - Champion : 1996-1997. - Vice-champion : 1994-1995, 2009-2010. \| |  | |
| - Coupe du Roi (1) : - Vainqueur : 2018-2019. - Finaliste : 2020-2021. - Supercoupe d'Arabie saoudite : - Finaliste : 2019. |  | - Championnat d'Arabie saoudite de deuxième division (1) : - Champion : 1996-1997. - Vice-champion : 1994-1995, 2009-2010. |